# Cow Head
Cow Head es un pueblo canadiense situado en la provincia de Terranova y Labrador.

## Superficie
Cow Head tiene una superficie de 17,27 km².

## Demografía
En 2021, tenía 398 habitantes, una densidad poblacional de 23,1 hab./km², y 225 viviendas.